# Stadion Junost w Uralsku
Stadion Junost – stadion sportowy w Uralsku, w Kazachstanie. Został otwarty w 1947 roku. Może pomieścić 3200 widzów. Swoje spotkania rozgrywają na nim zawodnicy drużyny bandy, Akżajyk Orał, występującej w rosyjskich rozgrywkach ligowych.
Stadion został otwarty w 1947 roku pod nazwą „Spartak”. W 1966 roku został przemianowany na „Stroitiel”, a w 1971 roku na „Junost”. W 2002 roku obiekt został zmodernizowany. Od 2018 roku stadion wyposażony jest w lodowisko ze sztucznym lodem.